# Емір Барс
Емір Барс (тур. Emir Bars, нар. 11 квітня 2005, Гелмонд, Нідерланди) — турецький футболіст, півзахисник нідерландського клубу Йонг ПСВ.

## Ігрова кар'єра

### Клубна
Емір Барс народився у нідерландському місті Гелмонд. Він є вихованцем клубної академії ПСВ, де займався футболом з 2013 року. У 2023 році футболіста було переведено до другого складу Йонг ПСВ, за який він грає в другому дивізіоні чемпіонату Нідерландів.
Починав Барс грати на позиції захисника але пізніше тренери перевели футболіста в атакувальну ланку. В червні 2022 року Барс підписав з ПСВ перший професійний контракт.

### Збірна
З 2021 року Емір Барс виступає на міжнародному рівні в складі юнацьких та молодіжної збірної Туреччини.